# Gluta capituliflora
Gluta capituliflora är en sumakväxtart som beskrevs av Ding Hou. Gluta capituliflora ingår i släktet Gluta och familjen sumakväxter. Inga underarter finns listade i Catalogue of Life.